# Burceña (Vizcaya)
Burceña (oficialmente y en euskera: Burtzeña) es un barrio de Baracaldo que linda al norte con el barrio de Luchana, al este con el río Cadagua (afluente del Nervión) que lo separa de Bilbao, al sur con el barrio de Zubileta y al oeste con el barrio de Cruces. Junto a los barrios de Luchana, Llano, Zubileta y Santa Águeda forma el distrito n.º 8 de Baracaldo (llamado Luchana-Burceña).
Entra a formar parte de la historia el 4 de mayo de 1384 con la donación realizada por Fernán Pérez de Ayala a la orden de los mercedarios. Juan Falconi de Bustamante (1596-1638) fue un escritor religioso de carácter místico, teólogo y asceta que se formó en este convento. Así como el religioso y escritor Tirso de Molina. Las fiestas del barrio se celebran el 8 de septiembre. Barrio industrial por excelencia, contaba, entre otras, con la central térmica de Burceña, las empresas FABUSA (Fábrica de Burceña. S.A.), Arenas de Arija, S.A., MEBUSA (Metalurgia de Burceña, S.A.) y los talleres-cocheras de TUGBSA (posteriormente TCSA) como principal oferta laboral para sus vecinos. Horacio Echevarrieta, industrial, estuvo vinculado a Burceña por su Palacio de Munoa. El club deportivo que representaba al barrio es la U. D. Burtzeña, fundada en 1948 y desaparecida en 2019, cuyos colores son el blanco y el azul. Jugaba sus partidos en el vecino campo de Serralta, en Luchana. A raíz de esta desaparición se funda el Arrontegi F.T., cuyos colores son el rojo y negro, vinculado a las barriadas de Róntegui y Burceña.

## Geografía
- Altitud: 5 metros.
- Latitud: 43°16′59″ N
- Longitud: 2°58′59″ O

## Historia
- 1432 Junio: Profesa en el Monasterio de la Merced, Fray Juan de Zorroza, muerto martirizado en mayo de 1482 en Baza, Granada.
- 1471: Sor Juana de Irizaldi cruza andando las aguas del río Cadagua para asistir a los oficios religiosos, lo cual es considerado un milagro.
- 1493: Los Mercedarios de Burceña fundan el monasterio de Aránzazu en Guipúzcoa.
- 1524 Septiembre: Regresa a Burceña el paje y marinero Juan de Zubileta después de haber sido uno de los 17 supervivientes de la primera vuelta al mundo con Juan Sebastián Elcano.
- 1615: Muere en aprecio popular de santo Fray Juan de Ayala.
- 1621: Los Mercedarios de Burceña fundan el monasterio de La Merced de Bilbao
- 1823: Se construye el primer puente colgante de España, para cruzar el río Cadagua
- 1836: Tras la desamortización de Mendizábal y el paso de las tropas napoleónicas, el monasterio mercedario, motor de la zona está ruinoso y las tropas carlistas acaban con él a cañonazos desde el Monte Banderas.
- 1963: muere el ilustre empresario y político Horacio Echevarrieta en la residencia donde vivió sus últimos años, el palacio Munoa.

### Futuro
Actualmente Burceña es un barrio en reconstrucción, tras su pasado industrial, gracias una reorganización urbanística en el que se construirán pabellones industriales y nueva vivienda. Su buena ubicación es el principal atractivo como vivienda.

## Cultura

### Fiestas
Septiembre: Ntra. Señora de Burceña
Página NO oficial de las Fiestas de Burtzeña

## Comunicaciones

### Carreteras
- BI-739 Bilbao-Sestao (por Burceña).

### Transporte público
Por Burceña pasan diferentes líneas de Bizkaibus con destino Bilbao, centro de Baracaldo y Santurce; además se encuentra la estación de Cercanías Renfe llamada Luchana.
- Datos: Q8253670
- Multimedia: Burtzeña / Q8253670